# Романовка (Брусиловский район)
Рома́новка (укр. Романівка) — село на Украине, находится в Брусиловском районе Житомирской области.
Код КОАТУУ — 1820984301. Население по переписи 2001 года составляет 275 человек. Почтовый индекс — 12623. Телефонный код — 4162. Занимает площадь 13,4 км².

## Адрес местного совета
12623, Житомирская область, Брусиловский р-н, с.Романовка, ул.Центральная, 28